# Bertsolarisme

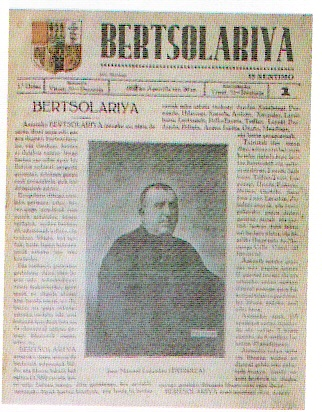
Journal Bertsolariya.

Le bertso ou bertsu est un chant d'improvisation en vers, rimé et strophé chanté par des bertsolaris dont l'art remonte au XVIIIe siècle. Bien que présent dans d'autres régions, le bertsolarisme est resté surtout vivace au Pays basque (bertsolaritza).
Le bertsolari (ou bertsulari, c'est-à-dire celui qui crée et déclame un bertso) inscrit sa performance (individuelle ou en duo) dans un processus de construction collective, en phase avec le public. Le bertsolari doit en effet adapter son improvisation, qui est tout à la fois un travail de mémoire et un jeu d’adresse, aux réactions des auditeurs.
Les compétitions s'organisent sous forme de joutes entre plusieurs bertsolaris sur la base d'un thème poétique et/ou musical. Les premiers concours et écoles apparurent au XIXe siècle. Les Jeux floraux d'Urrugne, leur firent une place dès 1851.
Les joutes oratoires chantées et improvisées sont une tradition orale du Pays basque qui a su évoluer et s'adapter aux époques en établissant un lien avec les plus jeunes générations. Cette tradition ancestrale qui se retrouve aussi chez les payadores des gauchos[réf. nécessaire], et qui a joué un rôle primordial dans la transmission orale du basque, est un exercice codifié dont le thème est imposé.
Depuis 2022, le bertsolarisme est inscrit à l'inventaire national du Patrimoine culturel immatériel de France.

## Bertsolaris célèbres

### Nés auXVIIIesiècle
- Bernard Larralde (1773 - 1853) d'Hasparren[1] ;
- Martin Larralde (1782 - 1821) d'Hasparren[1] et neveu de Bernard Larralde.

### Nés auXIXesiècle

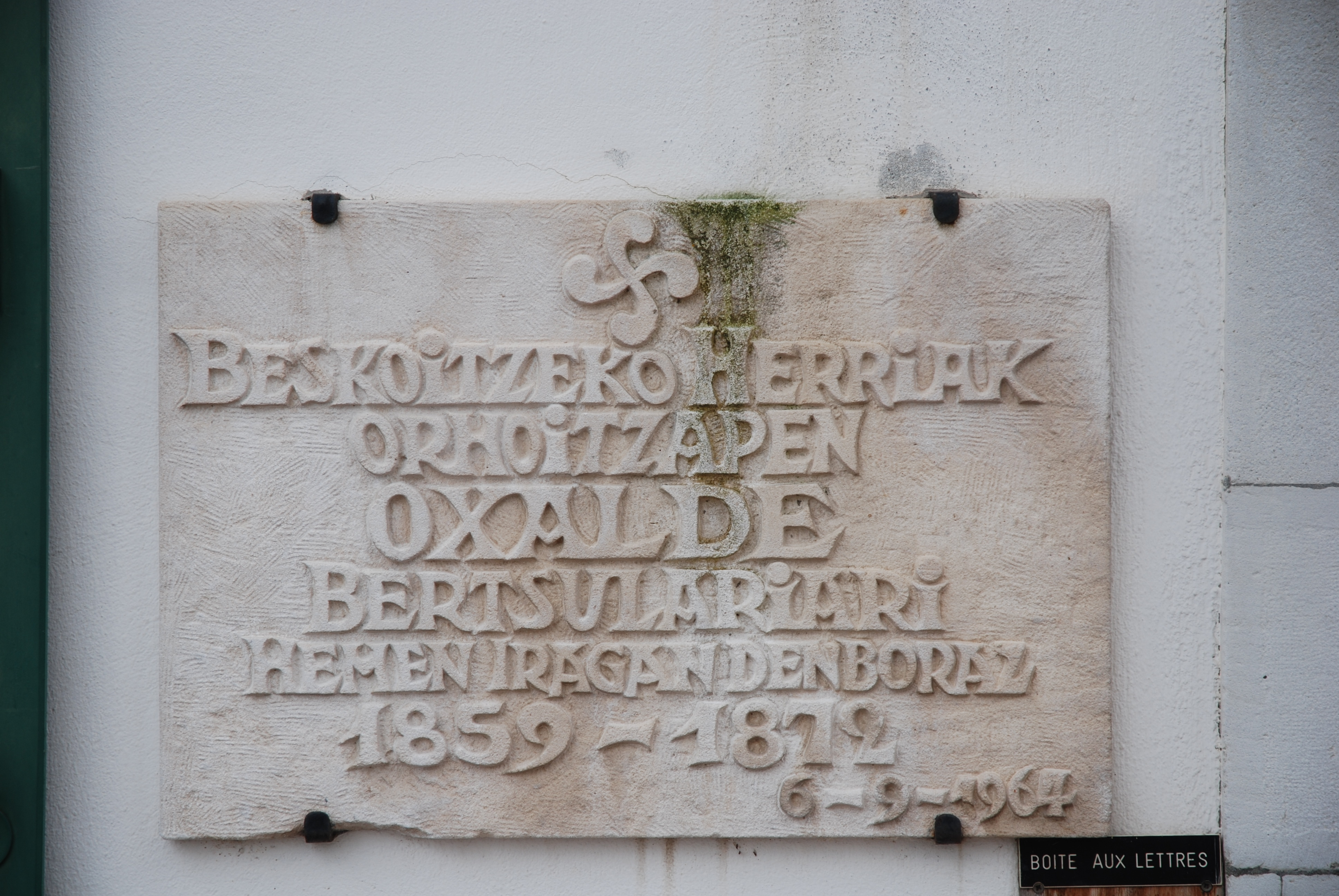
Hommage à Jean-Baptiste Oxalde, à Briscous : « Souvenir du village au bertsulari Oxalde qui vécut ici entre 1859 et 1872 ».

- Jean-Baptiste Oxalde, né à Bidarray au XIXe siècle, est une poète basque qui se distingua dans les jeux floraux ; il y gagna de nombreux prix de poésie. Son poème dédié à l'impératrice Eugénie, Enperatrizari, remporta le concours de Sare en 1868.
- Jean-Baptiste Elizanburu (1828-1891) de Sare, militaire puis juge de paix, plusieurs fois récompensé aux Jeux floraux (1860, 1862 et 1879) ;
- Pierre Ibarrart de Jaxu, cordonnier, vainqueur du concours de bertsos des Jeux floraux d'Urrugne en 1851[1] ;
- Jean-Baptiste Larralde (1804 - 1870) d'Hasparren, fils de Bernard Larralde précédemment cité, médecin à Saint-Jean-de-Luz. Il proposa quatorze compositions aux Jeux floraux[1] ;
- Marie-Louise Osorio d'Ascain, célèbre pour son duo avec Pierre Ibarrart en 1869[1] ;
- Oxalde de Briscous, où il vécut de 1859 à 1872 ;
- José Manuel Lujambio Retegui, dit Txirrita (1860-1936), né à Hernani ;
- Marie Etchagaray d'Hasparren, vainqueur du concours de bertsus d'Hasparren en 1894[1].Statue de Mattin Treku à Ahetze.

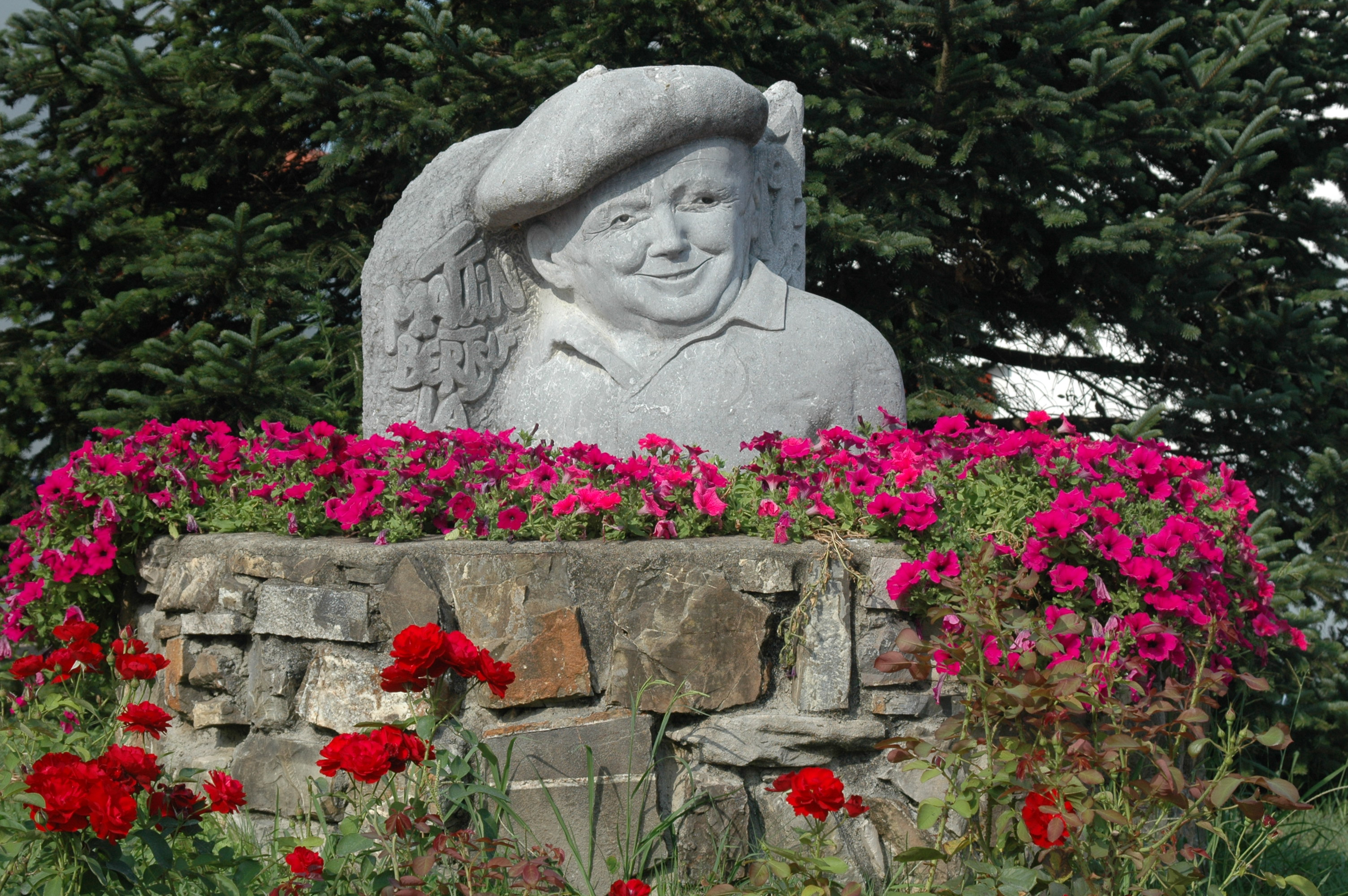
Statue de Mattin Treku à Ahetze.

### Nés auXXesiècle

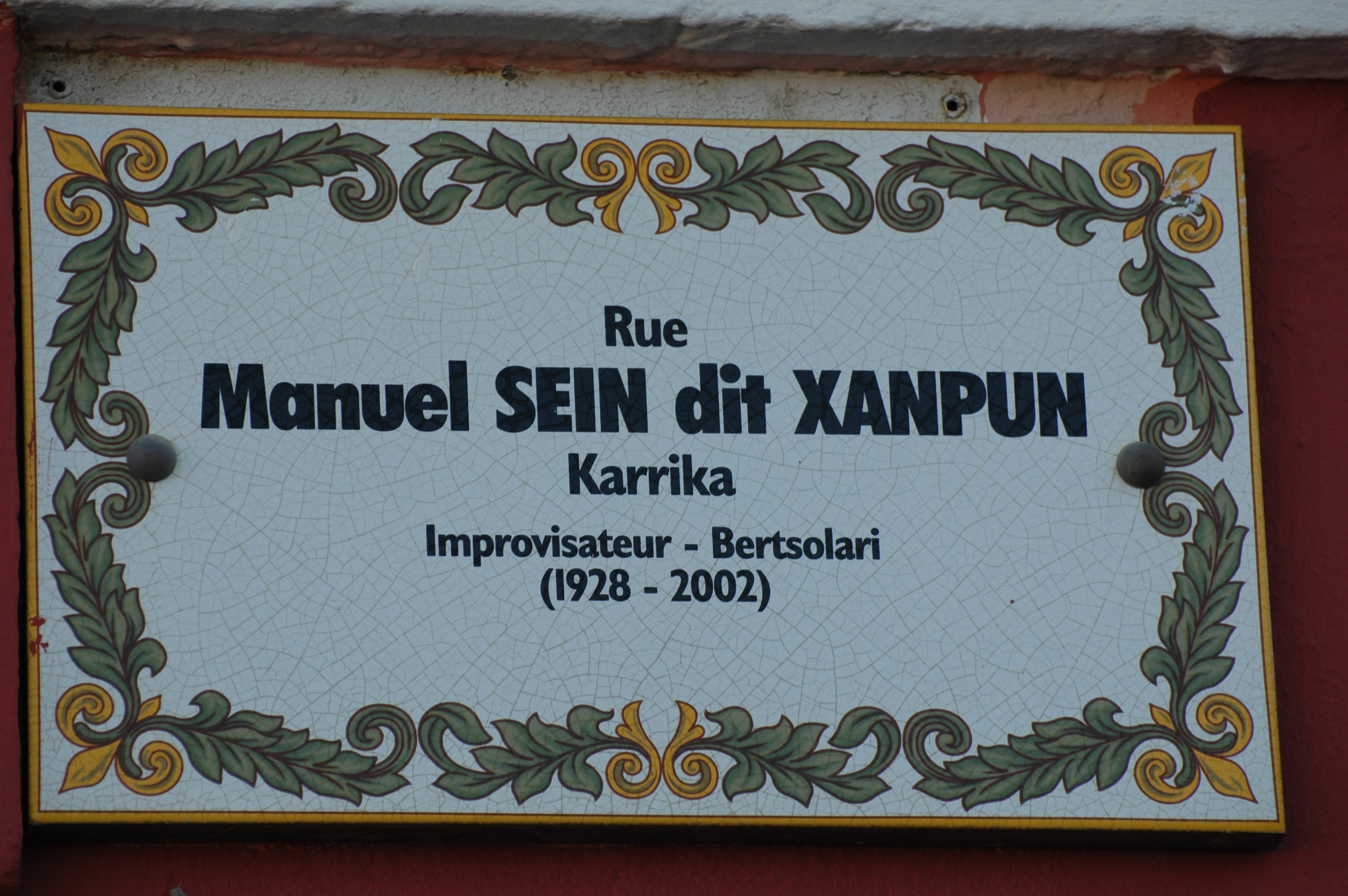
Plaque de rue de Saint-Jean-de-Luz, rendant hommage à Manuel Sein.

- Mattin Treku (1916-1981), d'Ahetze ;
- Xalbador (1920-1976), d'Urepel ;
- Manuel Sein, dit Xanpun (1928-2002), de Saint-Jean-de-Luz.

## Championnats de bertsolaris

### Bertsolari Txapelketa Nagusia
Le Bertsolari Txapelketa Nagusia est le principal championnat de bertsolaris, se déroulant tous les 4 ans.